# Colimasparvuggla
Colimasparvuggla (Glaucidium palmarum) är en fågel i familjen ugglor inom ordningen ugglefåglar.

## Utseende och läte
Sparvugglor är mycket små ugglor med stora rundade huvuden, rätt lång stjärt och ofta två fläckar i nacken som falska "ögon”. Colimasparvugglan är en relativt liten (13-15 cm) sparvuggla. Ovansidan är brun med små vita fläckar på hjässan. Undersidan är vit, med kanelbruna eller beigebruna längsgående streck. Jämfört med trollsparvuggla är den mindre, med kortare stjärt och färre band på stjärten. Rostsparvugglan är också den större och med längre stjärt, ofta mer bjärt rostbrun fjäderdräkt, ännu fler band på stjärten och tunna streck istället för fläckar på hjässan. Sången består av en kort serie ihåliga hoande toner.

## Utbredning och systematik
Colimasparvuggla behandlas antingen som monotypisk eller delas in i tre underarter med följande utbredning:
- Glaucidium palmarum oberholseri – nordvästra Mexiko (Sonora till Sinaloa)
- Glaucidium palmarum palmarum – västra Mexiko (Nayarit till Oaxaca)
- Glaucidium palmarum griscomi – centrala Mexiko (sydvästra Morelos och nordöstra Guerrero)

Tidigare behandlades både colimasparvugglan tillsammans med likaledes mexikanska endemiska arten tamaulipassparvuggla (Glaucidium sanchezi), centralamerikansk sparvuggla (G. griseiceps) och nyligen beskrivna arten subtropisk sparvuggla (G. parkeri) som en del av dvärgsparvugglan (’G. minutissimum), men dessa urskiljs numera som egna arter. 

## Levnadssätt
Colimasparvugglan hittas i törnskog, blandskog och kaffeplantage, lokalt även i skogar med tall och ek. Liksom andra sparvugglor är den delvis daglevande. Födan består av ryggradslösa djur och små ryggradsdjur.

## Status
Arten har ett rätt stort utbredningsområde, beståndet anses stabilt och det tros inte föreligga några större hot. Internationella naturvårdsunionen IUCN listar den därför som livskraftig (LC). Världspopulationen är dock rätt liten, uppskattad till under 50 000 individer.

## Namn
Colima är namnet på en ort och delstat i Mexiko.